# Gunung Sayang
Gunung Sayang is een bestuurslaag in het regentschap Bener Meriah van de provincie Atjeh, Indonesië. Gunung Sayang telt 257 inwoners (volkstelling 2010).